# Бадоер, Лука
Лука Бадоер (Бадоэ́р; итал. Luca Badoer, род. 25 января 1971, Монтебеллюна, Венеция) — итальянский автогонщик. Участник чемпионата мира «Формулы-1». Победитель международного чемпионата в классе машин Формула-3000 1992 года. За семь лет в «Формуле-1» провел четыре сезона в составе команд «Scuderia Italia», «Minardi» и «Forti», но не смог заработать очков, лишь раз финишировав седьмым. В течение двенадцати лет работал тест-пилотом «Феррари», внеся вклад в победы команды. В благодарность за многолетнюю работу был в 2009-м выбран командой на замену травмированного Фелипе Массы, но провел в итальянской команде лишь Гран-при Европы и Бельгии, после чего был заменен на Джанкарло Физикеллу из-за неудовлетворительных результатов. Провёл больше всех Гран-при без очков.

## Биография

### Начало карьеры
Лука Бадоер родился в Монтебеллуне, область Венеция, в богатой семье. Гоночную карьеру начал с картинга. На первый год участия, в 1985, дважды победил,[где?] на следующий год — стал чемпионом Венеции в классе 100 см3, через год — чемпионом всей Италии в этом же классе. Перейдя в 1988 в картинг более высокого уровня, он ещё раз завоевал титул чемпиона страны.
1989 сезон в Итальянской Формуле-3 ушёл на обучение, в следующем году Бадоер на последней гонке сезона на «Валлелунге» вмешался в борьбу Алессандро Дзанарди с Роберто Кольчаго. Он обогнал обоих и впервые победил, а по результатам сезона стал десятым с 13-ю очками. В начале 1991 сезона он считался одним из претендентов на титул. Начав сезон не очень активно, к середине года он выиграл четыре гонки подряд, что вызвало подозрения в жульничестве. Проверка машины после четвёртой победы показала, что на машине Бадоера были установлены нештатные шины. Он был дисквалифицирован и в дальнейшем не показывал высоких результатов.
Получив предложение занять место в команде «Team Crypton», выступавшей в международной «Формуле-3000», он стал напарником Михаэля Бартельса. В числе соперников им достались Култхард, Баррикелло, Панис и другие. Бадоер начал сезон с трех финишей в очках. Затем последовали две победы на «Энна-Пергузе» «Хоккенхаймринг», завоеванные в доминирующем стиле — поул, быстрый круг и победа. Следующую гонку на «Нюрбургринге» он также выиграл.
На «Спа-Франкоршам» Бадоер попал в аварию в повороте «О Руж», шлем его был расколот, но травм удалось избежать, и Бадоер не пропустил ни одного этапа. В Альбасете он финишировал вторым вслед за Монтермини, а в предпоследней гонке сезона вновь завоевал поул, быстрый круг и победу. Бадоер заработать титул — Монтермини отстал на 12 очков, а Баррикелло на 19. К концу года и у Бадоера, и у Баррикелло уже были подписаны контракты с командами «Формулы-1».

### «БМС Скудерия Италия» (1993)
На «BMS Scuderia Italia» Бадоер на каждой из гонок был вынужден соперничать лишь с собственным партнёром по команде, которым стал ветеран Микеле Альборето. Команда, не производившая своих собственных машин, перед сезоном сменила поставщика с «Даллары» на «Лолу». В первой гонке сезона-1993 в Южной Африке Бадоер оказался на старте последним, отстав от поула на девять секунд, а в гонке сошёл. На следующем этапе он квалифицировался 21-м. В гонке впервые финишировал — последним, 12-м, и Альборето оказался впереди. На «Донингтон Парке» он, напротив, оказался за гранью квалификации, а в Имоле аутсайдером оказался Альборето, а Бадоер финишировал седьмым — в гонке осталось лишь девять машин. Этот финиш оказался для него лучшим в карьере.
В Испании Бадоер вновь переквалифицировал троих соперников, но в гонке снова сошёл. В Монако ситуация оказалась обратной, а в Канаде, Франции и Великобритании Бадоер снова оказался впереди — но реализовать из трех попыток получилось лишь в Канаде финишем на 15-м месте. На последующих пяти этапах — нескольких финишей во втором десятке. После Гран-при Португалии руководство продало команду и все имущество Джанкарло Минарди.
После распада команды оба гонщика рассматривались «Бенеттоном» на предмет составления пары Михаэлю Шумахеру в 1994. Оба были приглашены на тесты, но место занял Юрки Ярвилехто. Альборето стал гонщиком «Минарди», а Бадоер — Тест-пилотом.

### «Минарди» (1995)
По истечении 1994 года Альборето решил закончить карьеру, и Бадоер стал напарником Пьерлуиджи Мартини. Перед сезоном руководство пыталось заключить контракт на поставку моторов с фирмой «Mugen Honda», но двигатели ушли к «Ligier». Шасси было неплохим и при наличии японских двигателей позволило бы добиться успеха, но пришлось довольствоваться слабыми восьмицилиндровыми Ford ED. Квалифицироваться почти всегда удавалось во втором десятке, а в гонках, где недостаток мощности проявлялся не столь явно, Бадоер смог показать себя с лучшей стороны. Тем не менее, в общем результаты были весьма средними, несмотря на то что они были лучше чем у напарника. Вдобавок неуступчивостью при обгоне на круг Бадоер заработал себе множество недругов.
Стартовав в первой гонке с 18-го места, Бадоер сошёл из-за поломки. На втором этапе в Аргентине на влажной трассе он смог квалифицироваться на 13-м месте, но на старте попал в завал и на повторный старт уже не вышел из-за отсутствия запасной машины. В Имоле он финишировал 14-м, обогнав лишь пару «Форти». За этим последовали два схода в Испании и Монако. Потом он стал 8-м в Канаде, 13-м и 10-м во Франции и Великобритании соответственно. В Германии и Бельгии Бадоер сошёл, в Венгрии квалифицировался на лучшем в сезоне 12-м месте и финишировал на 8-м месте. На тренировке в Италии Бадоер разбил машину в аварии. На старте он смог увернуться от массового завала, но в гонке вылетел с трассы. В Португалии попал в завал и, после замены автомобиля, слегка контуженный, финишировал 14-м. Финишировав во втором десятке в Гран-при Европы и Тихого океана (11-е и 15-е места соответственно), Бадоер смог показать хоть какой-то результат лишь в Японии, став девятым. В последней гонке он не стартовал, не сумев начать прогревочный круг из-за неполадок с электрикой. В этой же гонке номинальный рента-драйвер Педро Лами заработал для команды единственное очко. По окончании сезона вместо Бадоера был взят Таки Иноуэ, но вместо него выступали Физикелла и Лаваджи.

### «Форти» (1996)
Перед сезоном-1996 Бадоер перешёл в «Форти». Партнёром стал Андреа Монтермини, знакомый по Формуле-3000. «Форти», будучи одной из самых слабых команд, в сезоне испытывала ещё и финансовые трудности — вместе со спонсорами ушёл Педру Паолу Диниц. Команде заполучила удачный двигатель Ford Zetec R, совсем недавно принесший Шумахеру его первый титул, но к началу сезона новое шасси подготовить не успели, и начинать пришлось на модификации старого. Вкупе с новым правилом 107 % это оставляло обоим итальянцам мало шансов на успех.
В первой квалификации сезона Бадоер обыграл партнёра, но оба они проиграли всем остальным три и шесть секунд соответственно, из-за чего и остались не получили права стартовать в гоке. В Бразилии Бадоер финишировал 11-м, последним. В Аргентине на старте столкнулся с Диницем и был вынужден выбираться самостоятельно из-под перевернутого болида, так как маршалы не стали его переворачивать, опасаясь пожара. На четвёртом этапе в Европе команда в ожидании новой машины не особенно старалась, так что оба пилота вновь не квалифицировались.
В квалификациях Бадоер стабильно был впереди партнёра, и когда в Имоле появилось новое шасси, первым на нём выступил именно он и финишировал десятым — последним и с отставанием в несколько кругов. В Монако в сложных условиях он продержался почти до финиша, но в повороте Мирабо выбил обгонявшего его на круг Вильнева, за что был наказан условным штрафом в одну гонку.
В Испании и Великобритании Бадоер квалификации не прошёл, в Канаде и Франции стартовал 20-м, но не финишировал из-за поломок. Команда, не получив финансирования, была расформирована.

### Тестер «Феррари» (1997—2010)
После трех сезонов в слабых командах Бадоер на короткое время он вернулся к работе тестером в «Минарди». В чемпионате FIA GT выступал за команду GBF Engineering за рулем Lotus Elise Turbo и Lotus Elise GT1 с Доменико Скьятареллой и Мауро Мартини в шести гонках. Лучший результат — 12-е место на этапе в Донингтоне.
В 1998 году штатный тестер «Феррари» Никола Ларини решил закончить карьеру, и на замену ему Жан Тодт пригласил Бадоера, как гонщика, наиболее квалифицированного из доступных как в плане гонок, так и в плане доработки автомобиля. В 1999 году руководство позволило Бадоеру параллельно ездить за «Минарди».
На тестах в «Феррари» в общей сложности Бадоер прошёл дистанцию от 15 до 20 тысяч километров. Его вклад оказался ключевым при построении Ferrari F1-2000, принесшей Михаэлю Шумахеру титул.
В конце сезона-2000 Бадоер заявлял, что отклонил несколько предложений от команд-середняков в обмен на обещание от Тодта, что он станет резервным гонщиком «Феррари». Считается,[кем?] что не получи Кими Райкконен суперлицензии, его место в «Заубере» было бы занято именно Бадоером.
В январе 2001 года на очередных тестах, управляя прошлогодней машиной F1-2000, Бадоер проколол колесо, в результате чего автомобиль перевернулся и кувыркаясь, пролетел через гравийную ловушку и перелетел через забор. Бадоер отделался лёгкими травмами, тем не менее выбыв на две недели. За время отсутствия его заменял Фабрицио Джованарди, после возвращения Бадоер внёс огромный вклад в разработку машины — на этот раз в разработку системы тракшн-контроля.
На церемонии открытия Зимних Олимпийских игр 2006 года в Турине Бадоер совершил демонстрационный заезд на автомобиле 2005 сезона.

### Возвращение в гонки (2009)
В 2009 году основной гонщик «Феррари» Фелипе Масса, на Гран-при Венгрии получил травму и выбыл на долгий срок — ему в голову попала пружина, выпавшая из подвески машины Рубенса Баррикелло. Изначально предполагалось, что Массу заменит Михаэль Шумахер, закончивший карьеру тремя годами ранее, однако травмы шеи, полученные им в гонке «Супербайка» несколькими месяцами ранее, не позволили ему выступать. Перед Гран-при Европы в Валенсии команда заявила, что заменой станет именно Бадоер «в благодарность за верность команде». С учётом того, что последний раз Лука Бадоер выступал в гонке в Гран-при Японии 1999 года, перерыв составил почти десять лет, рекорд в 10 лет и 3 месяца принадлежал Яну Ламмерсу, который участвовал в Гран-при Нидерландов 1982 года, а после этого — лишь в Гран-при Японии 1992 года.
На первой тренировке Гран-при Венгрии показал последнее время, проиграв лидеру сессии три секунды, а партнёру Райкконену — 2,5 секунды. Ко второй сессии отставание от Райкконена уменьшилось до 1,3 секунды, а на третьей составило 1,9 секунды. Квалифицировался Бадоер последним, 20-м, проиграв ближайшему из соперников — Альгерсуари из «Торо Россо» — почти полторы секунды.
За время уик-энда Бадоер четырежды превышал скорость на пит-лейн, за что был оштрафован в общей сложности на 5400 евро. Сам он пояснил это тем, что привык к лимиту в 100 км/ч, принятому на тестах, и нажатие кнопки ограничителя скорости в привычном для него месте пит-лейна приводит к тому, что автомобиль просто не успевает сбросить скорость до линии контроля.
На старте гонки Бадоер отыграл шесть мест и шёл 14-м, после чего в него сзади въехал Грожан, чем вызвал разворот. Финишировал предпоследним, 17-м. Бадоер стал первым итальянцем за рулем «Феррари» за последние 15 лет. Мартин Брандл выразил мнение, что участие в гонке малоопытных гонщиков типа Бадоера и Грожана опасно, так как из-за запрета на тесты до 1 января 2010 года у них нет возможности набрать необходимый опыт. Бадоер последний раз имел возможность управлять автомобилем в декабре 2008 года в Портимане. Брандл заявил, что «Кому-то может показаться странным тот факт, что Феррари не предоставили место за рулем Марку Жене, относительно недавно неплохо выступавшему на замене в „Уильямсе“, но дело в том, что в условиях запрета на тесты никто из тест-пилотов не сможет быть достаточно быстр. Лично я бы предоставил место кому-нибудь из юных восходящих звезд, будущих пилотов.»
Руководитель команды Стефано Доменикали сообщил, что Бадоер выступит как минимум ещё на одном этапе — в Гран-при Бельгии. На трассе в Спа результат в квалификации оказался тот же — последнее место. На старте Бадоер успешно миновал все столкновения и финишировал на 14-м месте, последним из тех, кто финишировал в круге победителя. После этого Гран-при он был заменен на Джанкарло Физикеллу, но тот за оставшиеся пять гонок также не смог близко подобраться к очковой зоне, при том что до замены был боевым гонщиком «Форс Индии», а в Бельгии и вовсе финишировал вторым. Сам Бадоер заявлял, что причиной принятия решения о его замене были негативные отзывы в прессе.

### Окончание карьеры
В конце 2010 года Бадоер официально оставил пост главного тест-пилота «Феррари», передав эту должность Жюлю Бьянки. Последним выступлением в качестве официального тестера для него стало участие в «дне „Феррари“» на Болонском моторшоу 8 декабря 2010 года. В интервью Gazzetta dello Sport он сказал, что единственное о чём жалеет — это о том, что он смог принять участие лишь в двух гонках за «Феррари». В январе 2011 он в последний раз сел за руль Ferrari F60 на ледовом шоу в Мадонна де Кампильо.

### Личная жизнь
По образованию архитектор, увлекается гонками, самолётами, скоростными лодками и вертолетами. Играет в теннис, гольф, увлекается лыжами и катанием на лошадях. Любит итальянскую поп-музыку, в особенности Рамазотти, Баттисти, Бальони и Карбони. Из напитков предпочитает апельсиновый сок.

## Результаты выступлений в «Формуле-1»
| Легенда к таблице |                                                                    |
| --- | ------------------------------------------------------------------ |
| В таблице перечислены результаты всех Гран-при Формулы-1, в которых принимал участие гонщик. Строками таблицы являются сезоны, столбцами — этапы чемпионата мира. В каждой клетке указаны сокращённое название этапа и результат, дополнительно обозначенный цветом. Расшифровка обозначений и цветов представлена в нижеследующей таблице. |                                                                    |
| \| Пример \| Описание \| \| ------------ \| ------------------------------------------------------------------ \| \| 1 \| Победитель \| \| 2 \| Второе место \| \| 3 \| Третье место \| \| 5 \| Финишировал, заработав очки \| \| Сход \| Не финишировал, но при этом заработал очки \| \| 12 \| Финишировал, не получив очков \| \| НКЛ \| Финишировал, но не попал в финальную классификацию \| \| 15 \| Участвовал вне зачёта, либо по отдельной классификации \| \| 18 \| Не финишировал, но попал в финальную классификацию \| \| Сход \| Не финишировал \| \| НКВ \| Не прошёл квалификацию \| \| НПКВ \| Не прошёл предквалификацию \| \| ДСК \| Дисквалифицирован \| \| ИСК \| Исключён из протокола соревнований \| \| ТТ \| Заявлен для участия только в тренировках \| \| НС \| Участвовал в квалификации, но не стартовал в гонке \| \| Т \| Травмирован или болен \| \| ОТК \| Отказ от участия \| \| НТР \| Прибыл на соревнования, но на трассу не выезжал \| \| НПР \| Был заявлен в числе участников, но не прибыл к началу соревнований \| \| О \| Соревнования отменены \| \| \| Не участвовал \| \| Поул-позиция \| \| \| Быстрый круг \| \| |                                                                    |
| Пример | Описание                                                           |
| 1 | Победитель                                                         |
| 2 | Второе место                                                       |
| 3 | Третье место                                                       |
| 5 | Финишировал, заработав очки                                        |
| Сход | Не финишировал, но при этом заработал очки                         |
| 12 | Финишировал, не получив очков                                      |
| НКЛ | Финишировал, но не попал в финальную классификацию                 |
| 15 | Участвовал вне зачёта, либо по отдельной классификации             |
| 18 | Не финишировал, но попал в финальную классификацию                 |
| Сход | Не финишировал                                                     |
| НКВ | Не прошёл квалификацию                                             |
| НПКВ | Не прошёл предквалификацию                                         |
| ДСК | Дисквалифицирован                                                  |
| ИСК | Исключён из протокола соревнований                                 |
| ТТ | Заявлен для участия только в тренировках                           |
| НС | Участвовал в квалификации, но не стартовал в гонке                 |
| Т | Травмирован или болен                                              |
| ОТК | Отказ от участия                                                   |
| НТР | Прибыл на соревнования, но на трассу не выезжал                    |
| НПР | Был заявлен в числе участников, но не прибыл к началу соревнований |
| О | Соревнования отменены                                              |
| | Не участвовал                                                      |
| Поул-позиция |                                                                    |
| Быстрый круг |                                                                    |

| Сезон | Команда                   | Шасси           | Двигатель                        | Ш | 1        | 2      | 3        | 4        | 5        | 6        | 7       | 8        | 9        | 10       | 11       | 12       | 13       | 14       | 15       | 16       | 17     | Место | Очки |
| ----- | ------------------------- | --------------- | -------------------------------- | - | -------- | ------ | -------- | -------- | -------- | -------- | ------- | -------- | -------- | -------- | -------- | -------- | -------- | -------- | -------- | -------- | ------ | ----- | ---- |
| 1993  | BMS Scuderia Italia SpA   | Lola T93/30 BMS | Ferrari 040 3,5 V12              | G | ЮАР Сход | БРА 12 | ЕВР НКВ  | САН 7    | ИСП Сход | МОН НКВ  | КАН 15  | ФРА Сход | ВЕЛ Сход | ГЕР Сход | ВЕН Сход | БЕЛ 13   | ИТА 10   | ПОР 14   | ЯПО      | АВС      |        | —     | 0    |
| 1995  | Minardi Scuderia Italia   | Minardi M195    | Ford Cosworth ED1 3,0 V8         | G | БРА Сход | АРГ НС | САН 14   | ИСП Сход | МОН Сход | КАН 8    | ФРА 13  | ВЕЛ 10   | ГЕР Сход | ВЕН 8    | БЕЛ Сход | ИТА Сход | ПОР 14   | ЕВР 11   | ТИХ 15   | ЯПО 9    | АВС НС | —     | 0    |
| 1996  | Forti Corse Srl           | Forti FG01-95B  | Ford Cosworth ECA Zetec-R 3,0 V8 | G | АВС НКВ  | БРА 11 | АРГ Сход | ЕВР НКВ  |          |          |         |          |          |          |          |          |          |          |          |          |        | —     | 0    |
| 1996  | Forti Corse Srl           | Forti FG03-96   | Ford Cosworth ECA Zetec-R 3,0 V8 | G |          |        |          |          | САН 10   | МОН Сход | ИСП НКВ | КАН Сход | ФРА Сход | ВЕЛ НКВ  | ГЕР      | ВЕН      | БЕЛ      | ИТА      | ПОР      | ЯПО      |        | —     | 0    |
| 1999  | Fondmetal Minardi Ford    | Minardi M01     | Ford Cosworth VJ Zetec-R 3,0 V10 | B | АВС Сход | БРА Т  | САН 8    | МОН Сход | ИСП Сход | КАН 10   | ФРА 10  | ВЕЛ Сход | АВТ 13   | ГЕР 10   | ВЕН 14   | БЕЛ Сход | ИТА Сход | ЕВР Сход | МАЛ Сход | ЯПО Сход |        | —     | 0    |
| 2009  | Scuderia Ferrari Marlboro | Ferrari F60B    | Ferrari 056 2,4 V8               | B | АВС      | МАЛ    | КИТ      | БАХ      | ИСП      | МОН      | ТУР     | ВЕЛ      | ГЕР      | ВЕН      | ЕВР 17   | БЕЛ 14   | ИТА      | СИН      | ЯПО      | БРА      | АБУ    | 25    | 0    |